# Botocudo modestus
Botocudo modestus är en insektsart som först beskrevs av Barber 1948.  Botocudo modestus ingår i släktet Botocudo och familjen Rhyparochromidae. Inga underarter finns listade i Catalogue of Life.